# The Four Seasons
The Four Seasons es una banda estadounidense de rock y pop que tuvo éxito internacional en las décadas de los 60 y 70. En 1960, la banda conocida como The Four Lovers se convirtió en Four Seasons, con Frankie Valli como cantante principal, Bob Gaudio en teclados y vocales de tenor, Tommy DeVito en la guitarra principal y voz de barítono y Nick Massi en bajo eléctrico y voces bajas.
El nombre legal de la organización es Four Seasons Partnership, formada por Gaudio y Valli tomada después de una audición fallida en 1960. Mientras cantantes, productores y músicos han entrado y salido de la banda, Gaudio y Valli siguen estando constantes en la grabación. Gaudio ya no toca en vivo, dejando a Valli como el único miembro de la banda desde su inicio que hace parte de las giras a partir de 2017.
The Four Seasons fue una de las dos únicas bandas estadounidenses (la otra fue Beach Boys) en disfrutar de un gran éxito en las listas antes, durante y después de la Invasión Británica. La alineación original de la banda fue incluida en el Salón de la Fama del Rock and Roll en 1990, y se unió al Salón de la Fama de Grupos Vocales en 1999. Es uno de los grupos musicales más vendedores de todos los tiempos, habiendo vendido aproximadamente 100 millones de discos en todo el mundo.

## Historia

### Antes de los Four Seasons
El primer lanzamiento comercial de Frankie Valli, fue "My Mother´s Eyes" (Los ojos de mi madre) como Frankie Valley. Al siguiente año, junto con el guitarrista Tommy DeVito, formaron  The Variatones (con Hank Majewski en la guitarra rítmica, Frank Cattone en el acordeón y Billy Thompson en la batería), que entre 1954 y 1956 presentaron sus grabaciones bajo una variedad de nombres antes de ser conocidos como The Four Lovers. Ese mismo año, el cuarteto lanzó su primera grabación "You're the Apple of My Eye" que apareció en la lista de Billboard Top 100  en el lugar nº 62. Cinco sencillos más de The Four Lovers (en RCA Victor) fueron lanzados en el año siguiente virtualmente sin ventas en airplay, jukebox play. En 1957 el séptimo sencillo de la banda (esta vez en Epic) no fue un éxito.
De 1956 hasta 1958, la banda permaneció junta, presentándose en clubes y salones como The Four Lover y grabando en varios sellos musicales. Frankie Tyler, Frankie Valley, Frankie Valley y the Travelers, Frankie Valley y the Romans, the Village Voices y the Topics son alguno de los 18 nombres que fueron utilizadas de manera individual como colectiva por los miembros de esta banda. En 1958, Charles Calello fue reemplazado por Nick Massi en el bajo y en la agrupación.
En 1959, la banda comenzó trabajando con el productor y compositor Bob Crewe, inicialmente para una sesión de trabajo (Crewe escribió "I Go Ape"), la cual Valli grabó con la intención de liberarla como un  sencillo "solo". Más tarde en ese año, The Four Lovers se presentaron en Baltimore al mismo tiempo que The Royal Teens, quienes tenían un gran éxito llamado "Short Shorts" una canción coescrita por el compositor adolescente Bob Gaudio, quién también fue tecladista de The Royal Teens. A fines de 1959, Gaudio se agregó a The Four Lovers como tecladista y guitarrista como reemplazo del guitarrista rítmico  Hank Majewski. A principios del año siguiente, Nick Massei regresó como reemplazo de Calello, quién permaneció en la banda como arreglista musical.
En 1960, después de cambios en el personal, las fortuna de The Four Lovers no habían cambiado con estos ajustes y siguieron fallando en la audición para un salón en Union Township, Union County, New Jersey, un establecimiento de boliche. De acuerdo a Gaudio, "Nos estabamos figurando estar fuera de algo. Así que tomamos el nombre del establecimiento del boliche. Y fuimos llamados "the Fours Seasons". Después finalmente tras varios años de frustración de the Four Lovers, esto podría ser el punto de inicio de nuestra banda. Más tarde con un buen apretón de manos entre el arreglista/compositor Bob Gaudio y el cantante principal Frankie Valli, la asociación de The Four Seasons se había formado.

## Subiendo
The Four Seasons firmaron como artistas en la compañía de producción de Crewe, liberando su primer sencillo producido por Crewe bajo su nuevo nombre en 1961 ("Bermuda"/"Spanish Lace" en Gone Records). El sencillo no llegó a las listas. La banda continúo trabajando con el productor Bob Crewe como cantantes de respaldo y en ocasiones presentándose con diferentes nombres de la banda, para producciones con Crewe dueño del sello Topix. Siguiendo a esto, Bob Gaudio escribió una canción que posterior a una discusión entre Crewe y Gaudio, fue titulada "Sherry". Por cierto esta canción se hizo en 15 minutos y se aprovechó las cualidades vocales de Frankie Valli. Después que la canción fue grabada, Crewe y los miembros de la banda solicitaron  un sello discográfico para liberarlo. Esto hizo que Frankie Valli hablará con Randy Wood, mánager de ventas de la Costa Este del sello discográfico Vee-Jay Records (no el fundador de Dot Records), quién sugirió la liberación de "Sherry" a la decisión hecha en Vee-Jay. La impresión que dio de "Sherry" hizo que Crewe pudiera firmar un acuerdo entre su compañía de producción y Vee-Jay para su liberación. Fueron los primeros artistas blancos en firmar con Vee-Jay.
En 1962, la banda liberó su primer álbum, presentando el sencillo "Sherry" el cual fue su primer hit que entraba a las listas, pero también fue su primera canción número 1 en Billboard. Bajo el liderazgo de Bob Crewe, the Four Seasons tuvieron con "Sherry" ventas millonarias de hits generalmente compuestos por Crewe y Gaudio, incluyendo "Big Girls Don't Cry" (su segundo hit número 1 ), "Walk Like a Man" (su tercer número 1), "Candy Girl", "Ain't That a Shame" y varios otros. En resumen, liberaron un álbum de Navidad en diciembre de 1962 entrando a la lista con "Santa Claus Is Coming to Town".
De 1962 hasta principios de 1964, the Beach Boys fueron la otra única banda estadounidesne junto con the Four Seasons en vender discos en los Estados Unidos, y sus primeros tres sencillos en Vee-Jay no fueron liberados. (ejemplo la versión ignorada de "Santa Claus Is Coming to Town") marcó la primera vez que una banda de rock tenía tres entradas consecutivas con sencillos a la lista de Billboard y llegaban al número 1. 
En 1962 fueron invitados a presentar su hit "Big Girls Don't Cry" (Las chicas grandes no lloran) en el show American Bandstand.

### De Vee-Jay a Phillips
Después del éxito de la banda, Vee-Jay Records tuvo un desastre financiero. El sello había liberado en un inicio varios sencillos de the Beatles en Estados Unidos. Cuando the Beatles se hicieron ampliamente populares, Vee-Jay fue inundada con órdenes y ellos comenzaron a enviar más de dos millones de grabaciones de the Beatles en sencillos mensuales. La enorme demanda de la producción en masa, involucraron problemas de pago y la pérdida de the Beatles cuando Trans-Global (un sello con licencia de EMI para distribuir sus productos) cancelando el contrato con Vee-Jay el 3 de agosto de 1963, debido a que no hubo pago de regalías, con fuerte presión para que Vee-Jay permaneciera a flote. Vee-Jay continúo siendo el productor del primer álbum de The Beatles (en varias formas) en desafío a la cancelación. Después de un año de negociacion legal, Capitol Records pudo detener finalmente a Vee-Jay, el 15 de octubre de 1964.
Mientras el sello estaba con una confusión interna con The Beatles y Capitol Records, las regalías separadas entre Ve-Jay y The Four Seasons entraron en disputa y fueron a la corte. En enero de 1964 después de varios exitosos álbumes pero sin haber dinero procedente de Vee-Jay, the Seasons dejaron el sello discográfico y se mudaron a Philips Records, una división de Mercury Records. En 1965 por mandato judicial, Vee-Jay retuvo y se rehusó a liberar los derechos de todo el material que la banda había grabado para el sello. Vee-Jay ejerció sus derechos de liberación hasta el año siguiente. La banda fue obligada a liberar un álbum final para Vee-Jay, en la forma de un LP en vivo. (Cuando Vee-Jay se declaró en bancarrota en 1966, el catálogo de the Four Seasons en Vee-Jay fue regresado a la banda sin el pago de regalías, y las grabaciones fueron reinsertadas en Phillips Records).
El cambio de sello no disminuyó la popularidad de the Four Seasons en 1964, ni tampoco el ataque originado por la Invasión Británica ni la Beatlemania. Por lo tanto "Dawn (Goo Away)" (grabado para Atlantic Records, pero nunca liberado por ellos) se destacó como el número 1 en the Hot 100 no menor que los tres sencillos editados de the Beatles el 21 de marzo de 1964 (dos semanas después cuando los cinco títulos de los Beatles ocuparon el Top Five). Y dentro de un conjunto de dos sencillos de los Beatles vs the Four Seasons. La batalla Internacional del siglo. Vee-Jay creó un elaborado paquete de disco doble (dos discos) con el propósito de poder escribir y anotar grabaciones individuales para sus artistas favoritos. El disco fue reinsertado en el álbum de introducción... The Beatles y los Golden Hits de The Four Seasons, presentando cada álbum su sello original, títulos y número del catálogo. Hoy este paquete del álbum es muy codiciado y buscado por los coleccionistas.

### Una banda, varios actos
Nick Massi dejó the Four Seasons en septiembre de 1965. El arreglista de la banda, Charles Calello (antiguo miembro de the Four Lovers), fue temporalmente reemplazado. Pocos meses más tarde, Joe Long fue contratado permanentemente siendo el pilar de la banda en el bajo y en los coros hasta 1975 cuando Calello regresó como arreglista. Mientras tanto, the Four Seasons liberaron grabaciones bajo una variedad de nombres, incluyendo the Valli Boys, the Wonder Who? y Frankie Valli. Cada grabación de Valli como solista, fue grabada desde 1965 a "My Eyes Adored You" (Mis ojos te adoraban) en 1974 fueron grabadas por the Four Seasons al mismo tiempo y en las mismas sesiones de grabación como otro material de Four Seasons. Valli grabaría su primer sencillo desde 1960 sin the Seasons en 1975 con "Swearin' to God (Juramento Divino).

### Fin de 1960s y el cambio a Motown
Para 1969, la popularidad de la banda declinó, con cambios en el gusto del público el cual mostraba interés en el rock con sus variantes hacia el heavy metal y los cambios en la música popular de acuerdo a las protestas del público en relación con los cambios sociales y culturales. Después de esto, Bob Gaudio junto con su pareja compositora de música folk Jake Holmes escribieron un álbum con el concepto titulado The Genuine Imitation Life Gazette, en donde se discutía las situaciones contemporáneas de la banda, temas como el divorcio, ("Saturday's Father") haciendo que la banda quedará sin movimiento y Kinks-style en donde se satirizaba las nuevas formas de vivir, mostrados en "American Crucifixion and Resurrection", "Mrs. Stately's Garden", "Genuine Imitation Life".
El álbum fue designado como reemplazo de la página frontal de un periódico con un depredador grueso Jethro Tull por varios años. El disco fue un fracaso comercial rotundo haciendo que la banda dejara el sello Phillips un poco tiempo después, pero esto capturó la atención de Frank Sinatra, cuyo álbum 1969 Watertown estaban Gaudio, Holmes y Calello. El último hit de las Seasons en Phillips en 1970 "Patch of Blue" presentaba el nombre de "Frankie & the Four Seasons", pero el cambio no revivió el éxito de la banda. Revirtieron el nombre de the "Four Seasons" quitando de enfrente el nombre de Frankie Valli solo teniendo la banda un sencillo de Crewe con el sello, una melodía de rendición "And That Reminds Me" la cual llegó al sitio número 45 en la lista Billborard.
Después de abandonar Phillips, the Four Seasons grabaron un sencillo para Warner Bros. sello en Inglaterra. "Sleeping Man" respaldada por "Whatever Your Say" que nunca fueron liberados en los Estados Unidos. John Stefan, trompetista principal de la banda, arregló las partes del horn. Siguiendo este sencillo, la banda firmó con Motown. El primer LP "Chameleon" fue liberado por la subsidiaria de Motown, MoWest Records en 1972, con fracaso en sus ventas. En 1971 Frankie Valli había grabado un sencillo con Motown, "Love Isn´t Here, y tres sencillos de Four Seasons "Walk On, Don't Look Back" en MoWest en 1972, "How Come" y "Hickory" en Motown en 1973, hundidos sin dejar huella. Una canción de Chameleon, "The Night" tuvo éxito como Northern Soul llegando al número 10 de las listas del Reino Unido pero no fue liberada comercialmente en los Estados Unidos como sencillo, sin haber promoción y las copias fueron distribuidas hasta 1972, presentando al artista Frankie Valli, como solista.
A fines de 1973 y principios de 1974, the Four Seasons grabaron ocho canciones para un segundo álbum de Motown, el cual la compañía rechazó y más tarde en 1974, el sello y la banda  tomaron caminos diferentes. En nombre de the Four Seasons Partnership, Valli trató y se hizo el propósito de conseguir todas las grabaciones máster de la banda realizadas para Motown. Después de escuchar la necesidad de compra de todo, Valli arregló para comprar "My Eyes Adored You" por $4000. Tomó la cinta a Larry Uttal, el dueño y fundador de Private Stock Records, quién quería la liberación con Frankie Valli como solista. Sin haber designación de la banda, a fines de 1974 Valli tendría un nuevo sello y una nueva carrera como solista.

### Resurgimiento
Mientras los hits para the Four Seasons se habían terminado en la primera mitad de los años 1970, la banda nunca perdió su popularidad ni su presencia en actuaciones. Joe Long fue un miembro longevo establecido en la banda hasta 1975. Pero la nueva alineación de la banda, tenía dos nuevos cantantes principales en Don Ciccone (anteriormente con the Critters) y Gerry Polci, quién había sustituido al principal cantante Frankie Valli que estaba enfermo (quién fue gradualmente perdiendo la audición debido a otoesclerosis, que posteriormente requirió de cirugía para recuperar su audición). Como "My Eyes Adored You" trepó en los sencillos de Hot 100 a principios de 1975, Valli y Gaudio que había conseguido ser el mánager de the Four Seasons firmó con Warner Bros. Records en la era de la música disco. Al mismo tiempo, Uttal fue convencido de liberar The Four Seasons Story, una colección de grabaciones de los mayores éxitos de la banda desde 1962 a 1970. Este fue un rápido disco de oro con ventas que rebasaron el millón de copias antes que la RIAA iniciara otorgando los premios platino en álbumes con ventas mayores al millón de copias.
En 1975, las ventas de discos se expandieron para ambos: Valli y the Four Seasons teniendo ambos ventas de un millón de sencillos en los Estados Unidos ("My Eyes Adored You" hit número 1 en los 100 Hot para Valli en marzo, "Who Loves You" que llegó a la posición número 3 en noviembre para la banda). En el Reino Unido, Tamla Motown liberó "The Night" (La Noche) como sencillo llegando al número 7 en las listas británicas. "My Eyes Adored You" fue también un Top 10 en el Reino Unido en febrero de ese año. Valli tuvo su primer número 1 en el verano de 1975 cuando Bob Crewe produjo "Swearin' to God" (Juramento Divino) siguiendo "My Eyes Adored You" dentro de los sitios más altos de Hot 100, llegando al lugar número 6 y capitalizando su crecimiento en la manía disco. La canción fue lanzada en tres formatos: la versión de 8 minutos del álbum, la versión extendida a 10 minutos versión sencilla de 12 pulgadas y la versión sencilla de cuatro minutos. Esta versión presentaba a Patti Austin puenteando coros, antes de que fuera conocida. Valli siguió con esta interpretación teniendo un hit en el lugar número 11 del éxito de Ruby & the Romantics "Our Day Will Come" (Nuestro día vendrá) también presentando a Austin.
El álbum "Who Loves You" (Quién te ama) dio la sorpresa con ventas millonarias para la banda, siendo este el primer álbum de The Four Seasons con predominio importante de coros no por Valli ("Sorry" en Half & Half característico de Gaudio, DeVito y Long menos Valli, mientras "Wall Street Village Day" en Genuine Imitation Life Gazette caracterizando a Valli en un sola paraje en la sección de "puente" en las líneas vocales principales). Gerry Polci hizo la mitad de las voces, compartiendo con Valli y una voz con Ciccone ('Slip Away') sharing them with Valli and one led by Ciccone ('Slip Away') El título de la canción tuvo a Valli haciendo las voces principales en los versos, pero ninguno de sus falsetos de la marca en los coros. "Who Loves You" fue número 3 en la lista Billboard en los Estados Unidos"Fue un Top 10 en la Gran Bretaña en octubre de 1975 originando aquí un relanzamiento de su carrera.
The Four Seasons abrieron en 1976 en el tope de las listas de Billborad con su quinto sencillo número 1, "December, 1963 (Oh, What a Night)", coescrita por Bob Gaudio y su futura esposa Judy Parker. El sencillo también fue número uno en el Reino Unido. "December, 1963 (Oh, What a Night)" tuvo a Polci como el cantante principal en los versos, Ciccone se presentó en secciones específicas y Valli hizo las voces principales con dos secciones de puentes y coros de respaldo.
A pesar de que la banda tuvo éxitos menores en las listas colocando a "Silver Star" (Estrella Plateada) con Valli en las voces armónicas, número 38 en 1976 y "Down the Hall" (Al final del pasillo) número 65 en 1977, ambas canciones cantadas por Polci y "Spend the Night in Love" (Pasar la noche enamorada) (número 91 en 1980), que presentó a Polci como el principal cantante y Valli cantando en la sección de puente y contribuyendo a los grupos vocales de respaldo. "December, 1963" marcó el fin de the Seasons en la carrera de sencillos. Ambos fueron éxitos en el Reino Unido con "Silver Star" llegando al Top 10 (Un remix de música disco de "December, 1963" regresó muy breve a los primeros lugares de las listas sencillas de Billboard dos décadas después.

### Después de la música disco
El éxito de Who Loves You incrementó la popularidad de the Four Seasons como grupo de gira y unidad de regrabación iniciada. Pero cuando el álbum Helicon de 1977 fue liberado por Warnes Bros., la afición estaba cambiando otra vez, tanto para la banda como para Valli. La nueva grabación solo liberó en los Estados Unidos un sencillo "Down the Hall" el cual no llegó a entrar en los Hot 100. En las listas británicas tuvieron éxitos con Down The Hall" y "Rhapsody" (con versus cantados por Don Ciccone y Valli apareciendo con notable efecto como cantante principal en los coros sobre los coros armónicos). Al mismo tiempo Valli comenzó a tener sencillos exitosos siendo al final de su separación con Private Sock Records. Helicon mostró a Polci y Ciccone presentados como los cantantes importantes de la banda. Valli además había participado en los coros en "Rhapsody" y con algunos coros de respaldo, solo haciendo una breve aportación de cantante principal en dos canciones que fueron cantadas por Polci como "New York Street Song (No Easy Way)", dejando Valli muy claro donde se destaca de la armonía del grupo en dos notables secciones a capella. Valli tomó el papel de cantante principal en la canción que concluía el álbum, escrita por Gaudio-Parker "I Believe in You"
Excluyendo a Valli en 1978 del sencillo "Grease" (Vaselina), la cual le dio un número 1 mientras la película del mismo nombre tenía la más alta recaudación como musical en la historia cinematográfica, estaba siendo el último Top 40 para la banda. Tanto Valli como la banda liberaron otros sencillos y un álbum básico, pero después de "Grease" solo una versión (remixed) de su mayor vendedor "December 1963" llegó a la mitad de Hot 100 en 1994. En enero de 1981, Warners liberó Frankie Valli & the Four Seasons reunidos en vivo. Producido por Bob Gaudio, fue un doble álbum grabado de un concierto y en donde se agregaron dos grabaciones de estudio "Spend The Night in Love" y "Heaven Must Have Sent You (Here in The Night)" cantada por Valli. El último sencillo en llegar al Reino Unido fracasó para entrar en las listas, mientras que antiguos éxitos fueron liberados como sencillo en los Estados Unidos avanzaron lentamente para entrar en Hot 100.
En 1984 una colaboración muy esperada entre the Four Seasons y the Beach Boys, en el Medio Oeste fue liberada en FBI Records, propiedad de the Four Seasons Partnership, con inclusión de muchos de los sobrevivientes de the Beach Boys (incluido Brian Wilson). Pero esta grabación no se vendió bien. Después del éxito y las fallas en las ventas en el tiempo de era disco the Four Seasons en una versión o en otra (la banda llegó a ser sexteto con Jerry Corbetta, exmiembro de Sugarloaf, quién se unió al grupo), continuando por hacer una gira popular, con Valli siendo el único constante en ese medio fluctuante de alineación. Aunque Gaudio forma parte oficial de la banda (junto con Valli tienen partes iguales en The Four Seasons Partnership) ahora ha restringido su actividad de compositor, productor y trabajo ocasional de estudio. En agosto de 1985 MCA Records liberó un álbum de la banda llamado Streetfighter cediendo dos sencillos en el título de la grabación "Book of Love" un disco que recordaba por su estilo de the Monotones grabados en 1957, pero modernizados. En septiembre de 1992 el álbum fue titulado Hope + Glory siendo liberado por el sello MCA/Curb.
La última edición de the Four Seasons, incluido Valli, originó una gira en América del Norte a finales de la mitad de 2007. De esta gira, se produjeron 3CD + 1DVD en caja... Latido Jersey... La Música de Frankie Valli & the Four Seasons fue liberada a mediados de 2007, considerada como la mejor colección de the Four Seasons. El álbum titulado Jersey Beat como un juego en Jersey Boys, un éxito salvaje en un musical en Broadway acerca de the Four Seasons, bien conocido como "Mersey Beat" término primero acuñado como el título de una revista musical publicada en Liverpool, Reino Unido desde 1961 también utilizado para describir el "latido musical" en Liverpool, tema de culto de los primeros años 1960.
En 2008, the Four Seasons, "Beggin" fue revivida en dos actos. Pilooski hizo una elección de remix de cada canción, mientras Madcon actuaba en rap utilizando la base de su canción "Beggin" El último número 5 en las listas británicas fue un hit a través de Europa. La canción fue presentada en la televisión comercial por la marca de zapatos Adidas titulada "Celebrate Originality". El comercial de Adidas fue muy popular por YouTube y presentaba una fiesta en un casa con famosas celebridades como David Beckham, Russel Simmons, Kevin Garnett, Missy Elliott, Katy Perry y Mark Gonzales. Desde 2008 Frankie Valli ha continuado su gira por el mundo con una nueva banda de Four Seasons formada por Erik Bates, Ronen Bay, Craig Cady y Joseph Ott el cual procura la armonía del coro de apoyo.

## Miembros

### Alineación actual
- Frankie Valli - voz (1960-presente)
- Robbie Robinson - teclados (1978-1979, 2000-presente)
- Craig Pilo - batería (2001–presente)
- Keith Hubacher - bajo (2001–presente)
- Matt Beldoni - guitarra (2005, 2014–presente)
- Gary Melvin - guitarra (2006-presente)
- Todd Fournier - coros (2008-presente)
- Brian Brigham – coros (2008–presente)
- Brandon Brigham - coros (2008–presente)
- Landon Beard - coros (2008–presente)

## Discografía
- 1962 -	Sherry & 11 Others
- 1962 -	The 4 Seasons Greetings
- 1963 -	Big Girls Don't Cry and Twelve Others...
- 1963 -	The 4 Seasons Sing Ain't That a Shame and 11 Others
- 1964 -	Born to Wander – Tender and Soulful Ballads
- 1964 -	Dawn (Go Away) and 11 Other Great Songs
- 1964 -	Rag Doll
- 1965 -	The 4 Seasons Entertain You
- 1965 -	The 4 Seasons Sing Big Hits by Burt Bacharach... Hal David... Bob Dylan...
- 1965 -	All New Recorded Live • On Stage with The 4 Seasons
- 1966 -	Working My Way Back to You and More Great New Hits
- 1967 -	New Gold Hits
- 1967 -	The 4 Seasons Present Frankie Valli Solo
- 1968 -	Timeless
- 1969 -	The Genuine Imitation Life Gazette
- 1970 -	Half & Half
- 1972 -	Chameleon
- 1975 -	Who Loves You
- 1977 -	Helicon
- 1985 -	Streetfighter
- 1992 -	Hope + Glory